# 六波羅殿御家訓
『六波羅殿御家訓』（ろくはらどのごかくん）とは、鎌倉時代の武士、北条重時が執筆、作成した家訓。嫡男である北条長時に宛てて書かれたものとされる。

## 成立時期
成立時期は、1237年から1247年、1236年から1247年、1238年から1245年などの見解がある。家訓の中で、ただ、得宗のことを「親カタ」と称しており、この得宗は北条泰時のことだと考えられるが、十九条に、「親カタ」は「年も若く」と書かれていることから、北条経時か北条時頼のことではないかとも推測され、そのために、泰時没後の1242年より後に成立したという見解もある。

## 内容
前文では、「子供はたとえ親が資質の劣った人間でも、それよりさらに劣る、ゆえに、親の言うことを聞き、この家訓の通りに行動せよ」と説き、親への服従を求めている。
第一条には、神仏を敬うこと、寛大であること、家族に優しく接すること、貧者に慈悲をかけることなど、理想的な人間、人の上に立つに相応しい人物として推奨される振る舞いが記され、こうした振る舞いをするよう長時に促している。第一条に書かれた理想的な人間の振る舞いは、重時が六波羅探題を務めている中で心構えとしていたことでもあったのだろうと推測される。
二条から六条では、従者への接し方について書かれる。例えば四条では、従者の振る舞いにいかに腹が立ったとしても、いたずらに処刑してはならない。人を罰する時は、冷静な判断をもってあたるべしと書かれている。
七条から二十二条では、人との交流における注意点などが記載される。例えば十三条では、女性と関係を持つとき、自分から女性の所へ行ってはならないと説いている。これは、世間の悪評を無闇に立たせないための配慮と考えられる。また十一条や二十条では他者から手紙、馬などを貰った時の応対の仕方などが書かれている。
二十三条から三十三条では、公的な場所におけるするべき行い、してはいけない行いについて書かれる。一例として、三十条では、不測の事態に備え、いかなる時も刀を錆びさせてはならない、と警告している。
三十四条から四十三条では、遊興の際の心得について書かれている。
「親カタ」、つまり執権の前でのとるべき態度について書かれた条文も三条存在する。
「人のいるところで唾を吐きたくなった時、遠くへ吐き飛ばすことは人への迷惑を顧みない悪いやり方である」などと、常識を説く内容も入っていることから、まだ長時が幼少である頃に、成立したと考えられる。

## 評価
御家訓からは、重時が世間の評判を非常に気にする几帳面な性格であったことが推察される。加えて、彼は六波羅探題という政治的に重要な地位にあり、周囲の評判などには一層気を使ったと考えられる。一条において、「人から称賛される人間になるべし」という旨の言葉があるが、こうした、人から理想とされる人間になれと強調するのには、重時の性格や、置かれた立場が強く影響した。これは「消極的な事なかれ主義に基づく発想」、「功利的政策的な腹黒いもの」などとも評される。また、得宗、宗家の元で生きてゆく「庶家の当主」の「苦衷、焦り、屈折」が見られるとも指摘される。
十九条では、親カタ、つまり執権から馬を拝領した時の態度が記載されているが、この執権は「年も若く」と表記されていることから経時ではないかと考えられている。そして、経時は年も若く、絶対的権威もなく、また経時に対してそれほど恩義もないから、あまり恭しく服従する必要もない、と書かれている。この条文から、十九条における「親カタ」を経時であるという前提に立った場合、重時は、いくら得宗と言えども、政治面での実績に乏しい経時を義時や泰時ほどの絶対的な権威とは見ていなかったのではないかと指摘されている。

## 現存状況
1347年に書写された写本が現存しており、天理大学付属天理図書館に所蔵されている。